# Cerro de Montevideo
El Cerro de Montevideo está ubicado junto a la ciudad de Montevideo y a la costa de la bahía de Montevideo, en Uruguay. Con una altitud de 132 m s. n. m., fue el lugar elegido por el militar español Bruno Mauricio de Zabala para la instalación de un puesto de vigilancia del puerto de Montevideo contra invasiones marítimas. En 1802 se inauguró en su cima un faro para guiar a los navegantes que ingresaban al puerto. En 1809 inicia la construcción de la Fortaleza Gral. Artigas para protección del faro que es finalizada en 1811, en 1939 tras una restauración edilicia deja de funcionar como fortaleza militar para transformarse en el Museo Gral. Artigas.
Sobre la falda del Cerro de Montevideo se han construido desde principios del siglo XX diversos barrios. Se destaca Villa del Cerro (antiguamente "Cosmópolis"), habitada mayoritariamente por descendientes de inmigrantes de toda Europa.

## Nombre
El Cerro Montevideo se ubica sobre la bahía. Existen distintas explicaciones sobre el origen del nombre del cerro Montevideo:
- Monte vide eu este (He visto un monte al este):[3] el nombre provendría de la expresión en portugués antiguo que significa «yo vi un monte al este», frase pronunciada por un marino anónimo de la expedición de Fernando de Magallanes al divisar el cerro. Durante mucho tiempo, fue la principal teoría sobre el origen del nombre.[4] Sin embargo ha sido reiteradamente cuestionada por no tratarse de una auténtica locución portuguesa, sino que es una mezcla de varios idiomas ibéricos poco probable de haber sido utilizada.[5]
- Montem vídeo (Veo un monte):[6] esta versión asegura que el nombre proviene directamente del latín, a raíz de la expresión espontánea de algún tripulante ilustrado de la expedición de Magallanes que al divisar el Cerro de Montevideo exclamó: «Montem vídeo» (veo un monte). La expresión fue interpretada erróneamente por el resto de la tripulación, que no hablaba latín, creyendo que se trataba del nombre del monte que acababan de divisar «Monte Vídeo». La teoría se apoya en los numerosos mapas y documentos del período colonial que se refieren al Cerro de Montevideo con el nombre de Monte Vídeo, incluyendo la correspondencia del propio fundador de la ciudad, Bruno Mauricio de Zabala.
- «Monte-VI-D-E-O». (Monte VI De Este a Oeste):[3] esta versión dice que los españoles anotaron la situación geográfica en un mapa o carta portulana, ya que supuestamente el cerro habría sido el sexto monte que habrían visto sobre la costa navegando el Río de la Plata de este a oeste.[7][8][9] Con el devenir del tiempo se unificaron estas palabras y quedó Montevideo. No se han hallado pruebas contundentes que permitan corroborar esta hipótesis académica, ni documentos de la época que la fundamenten, tampoco se puede asegurar con certeza cuáles eran los cinco montes que se avistaban antes del cerro. Además es probable que en la época se prefiriera el uso del término «leste» en lugar de «este» para referirse al punto cardinal.
- Monte Vidi:[3] proviene del Diario de Navegación del contramaestre Francisco Albo, miembro de la expedición de Fernando de Magallanes, quien escribió: «Martes del dicho (mes de enero de 1520) estábamos en derecho del Cabo de Santa María (actual Punta del Este), de allí corre la costa leste (este) oeste i (y) la tierra es arenosa i (y) en derecho del cabo ai (sic) una montaña hecha como un sombrero al cual pusimos nombre Monte Vidi». Este es el más antiguo documento español en que se menciona al promontorio con un nombre similar al que designa a la ciudad, que en latín significa «yo vi un monte», pero en él no se hace ninguna mención al supuesto grito del vigía de la versión anterior.

## Figura del Cerro de Montevideo en la heráldica nacional

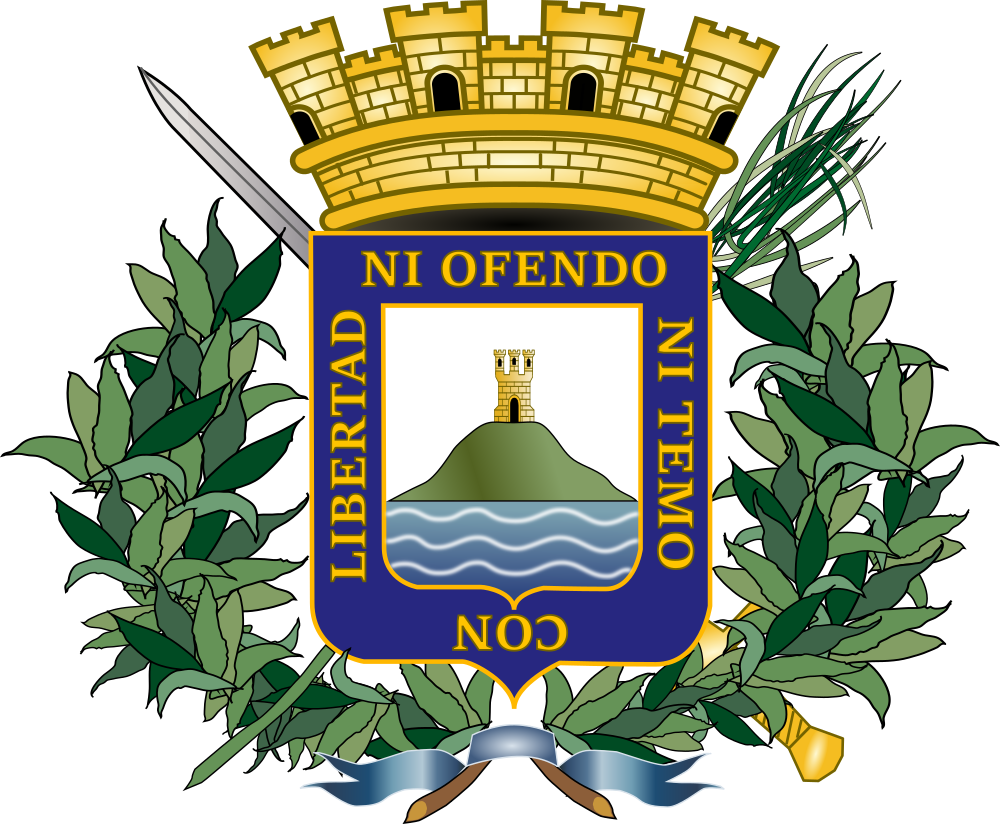
Versión final del Escudo de Montevideo.

Versión final del Escudo de Uruguay.

Desde 1789, la figura del Cerro de Montevideo ha sido tomada con un representativo gráfico de la ciudad, tomando oficialidad cuando se creó la primera versión del escudo heráldico de Montevideo, en 1807. Hasta la última y definitiva versión de 1895, el escudo ha tenido como elemento ineludible la figura del Cerro de Montevideo, el cual ya era considerado como un ícono representativo de la ciudad.
La primera versión del escudo montevideano poseía un cuerpo central ovalado, en el cual la imagen representativa era un primer plano del Cerro de Montevideo, con un reptil en la parte inferior de dicha elevación a modo de tenante y en la parte superior se hallaba coronado por una torre. Encima de dicha torre se enarbolaba la leyenda "Castilla es mi Corona" en un pergamino, a modo de divisa. La ambigūedad de dichos símbolos llevan a diversas interpretaciones, entre las cuales se opina que la torre en la cima del cerro representaría un castillo, de allí la leyenda "Castilla es mi Corona", que a su vez se corresponde con el significado heráldico de ciudad, según la interpretación heráldica. Otra interpretación, según Andrés Lamas en su estudio Escudo de Armas de la Ciudad de Montevideo, podía ser que el proyecto de construcción de la Fortaleza del Cerro le daba a Montevideo fama de "Respetable plaza de armas", acrecentado por la ubicación de dicha fortaleza, en la cima de la elevación más alta de la ciudad, formando una unidad alusiva a la firmeza defensiva de Montevideo.
Con posterioridad a las invasiones inglesas de 1807 la Provisión Real aprobó otro escudo para Montevideo, el cual mantiene su cuerpo central ovalado así como la figura del Cerro de Montevideo en primer plano, coronado por una torre y con la figura del Río de la Plata en su base. Empero, este escudo poseía otros detalles de los cuales el anterior carecía, como cuatro banderas británicas abatidas mientras una bandera española flamea encima de ellas, aludiendo a la victoria sobre los invasores. La torre poseía una corona de olivo sobre ella, aludiendo al triunfo de las armas de los ciudadanos, así como una palma y una espada, representación de la no derrota de la ciudad y los enemigos con los cuales lidió Montevideo, respectivamente.
En el Escudo de Armas de Uruguay, la imagen de fortaleza defensiva de los antiguos escudos montevideanos pasó a representar el mismo concepto pero a nivel nacional, realizado tras la aprobación de la resolución del 14 de marzo de 1829 por parte de la Asamblea Constituyente y Legislativa del Estado Oriental. El Ejército Nacional de Uruguay, a su vez, afirma la representatividad de la fuerza en el cuartel superior izquierdo del Escudo Nacional.

## Barrios que lo integran
La extensa área del Cerro de Montevideo sirve de hogar para algunos barrios de la ciudad de Montevideo: desde la histórica Villa del Cerro contra la costa capitalina (antiguamente "Cosmópolis"), habitada mayoritariamente por descendientes de inmigrantes de toda Europa por orden de llegada: España, Italia, Lituania, Polonia, Rusia, Armenia, etcétera, y en donde las calles han sido denominadas con los nombres de esos países; pasando por Cerro Norte o El Tobogán.